# Tyrosinase
La tyrosinase (ou catéchol oxydase ou monophénol monooxygénase) est une oxydoréductase qui catalyse l'oxydation des phénols, comme la tyrosine :
(1a) L-tyrosine + ½ O2  {\displaystyle \rightleftharpoons }  L-DOPA
(1b) L-DOPA + ½ O2  {\displaystyle \rightleftharpoons }  dopaquinone + H2O
(2) L-DOPA + ½ O2  {\displaystyle \rightleftharpoons }  dopaquinone + H2O
Cette enzyme intervient dans deux réactions distinctes de biosynthèse de la mélanine : l'hydroxylation d'un monophénol et la conversion d'un o-diphénol en o-quinone, laquelle conduisant à la mélanine. Elle est très répandue chez les plantes, les animaux et les mycètes. Chez l'homme, elle est codée par le gène TYR, situé sur le chromosome 11, et exprimée dans les mélanosomes, organite des mélanocytes. Certaines mutations du gène TYR sont responsables de la forme 1 de l'albinisme oculocutané (OCA1), maladie génétique rare dont l'incidence globale est estimée à environ un cas pour 17 000 personnes.
Elle comprend un cation de cuivre Cu2+ comme cofacteur. Elle catalyse la production de mélanine et d'autres pigments par oxydation à partir de la tyrosine, comme lorsqu'une pomme de terre pelée ou découpée en tranches noircit à l'air libre.

## Réactions catalysées
La tyrosinase peut catalyser deux types de transformation successives :
- l'oxydation, en présence d'oxygène, d'un monophénol en catéchol : on parle alors d'une activité crésolase ;
- l'oxydation, en présence d'oxygène, de ce catéchol en o-quinone ou benzoquinone : on parle alors d'une activité catécholase.

Elle est présente dans le vin, le dioxyde de soufre ajouté par le viticulteur permettant de la désactiver.
- Synonymes : crésolase, monophénol oxydase, phénolase, tyrosinase
- Maladies génétiques liées :
  - Albinisme oculo-cutané type I (OCA1) MIM:203100
  - Albinisme oculocutané de type IB (OCA1B) MIM:606952
  - Albinisme oculaire avec surdité sensorineural MIM:103470

Une catéchol oxydase (en) est une enzyme apparentée dépourvue d'activité crésolase et qui ne catalyse que l'oxydation d'un catéchol en benzoquinone à travers une activité catécholase.
- Synonymes : diphénol oxydase, o-diphénolase (lire ortho-diphénolase), phénolase, polyphénol oxydase, tyrosinase.

- Albinisme